# Stilladsfilmen
|  | Denne artikel er oprettet af botten PalnaBot ud fra en ekstern database. Den kan derfor have sproglige fejl eller mangler. Denne skabelon kan fjernes efter kontrol af indholdet. |

Stilladsfilmen er en film instrueret af Ove Nyholm.

## Handling
En film om stilladsarbejdernes faglige konflikt fra januar til maj 1978: Fire mand blev fyret fra firmaet ACTIV, og de øvrige nedlagde arbejdet. Stilladsarbejdernes Brancheklub ville ikke have afskedigelsen bedømt af en faglig voldgift, hvorefter Entreprenørforeningen udvidede konflikten til samtlige københavnske stilladsfirmaer.